# St Mullin's
St Mullin's est un village, une paroisse civile et un townland en Irlande, situé dans le comté de Carlow.

## Géographie
St Mullin's est situé sur la rive est du fleuve Barrow dans le sud du comté de Carlow. Une plus petite partie de la paroisse civile se trouve dans le comté de Wexford. Le village se trouve à 10 km au nord de New Ross, près de la route R729.

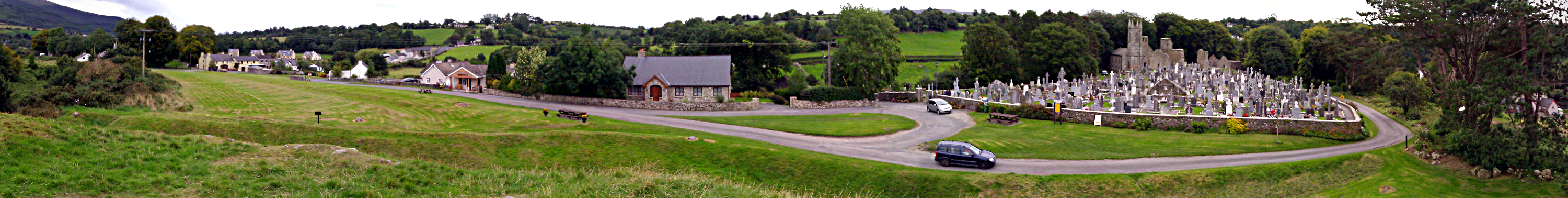
Panoramique de St Mullin's.

## Histoire
Le village doit son nom à Mo Ling (en) ou Moling Luachra (614-697), qui y fonda un monastère, construit sans doute avec l'aide de Gobán Saor (en), le légendaire bâtisseur irlandais. Dans le manuscrit du VIIIe siècle, connu sous le nom de Livre de Mulling, on trouve un plan du monastère - le plus ancien plan connu d'un monastère irlandais - qui montre quatre croix à l'intérieur et huit croix à l'extérieur du mur circulaire du monastère. 
Il est dit que Mo Ling a creusé de ses propres mains un cours d'eau d'un kilomètre de long pour alimenter son moulin, une tâche qui a duré sept ans. Il devint évêque de Ferns, mourut en 697 et fut enterré à St Mullins. Le cours d'eau de St Moling existe toujours, mais le monastère d'origine fut pillé par les Vikings en 951 et brûlé à nouveau en 1138. 
Une grande croix du IXe siècle, représentant la Crucifixion et un motif celtique en spirale, se trouve à l'extérieur des vestiges du monastère. On trouve également les vestiges d'une motte normande et quelques bâtiments domestiques médiévaux, dont l'un présente une fenêtre inhabituelle en forme de losange. Le moulin et le puits de St Moling se trouvent à proximité.

## Galerie

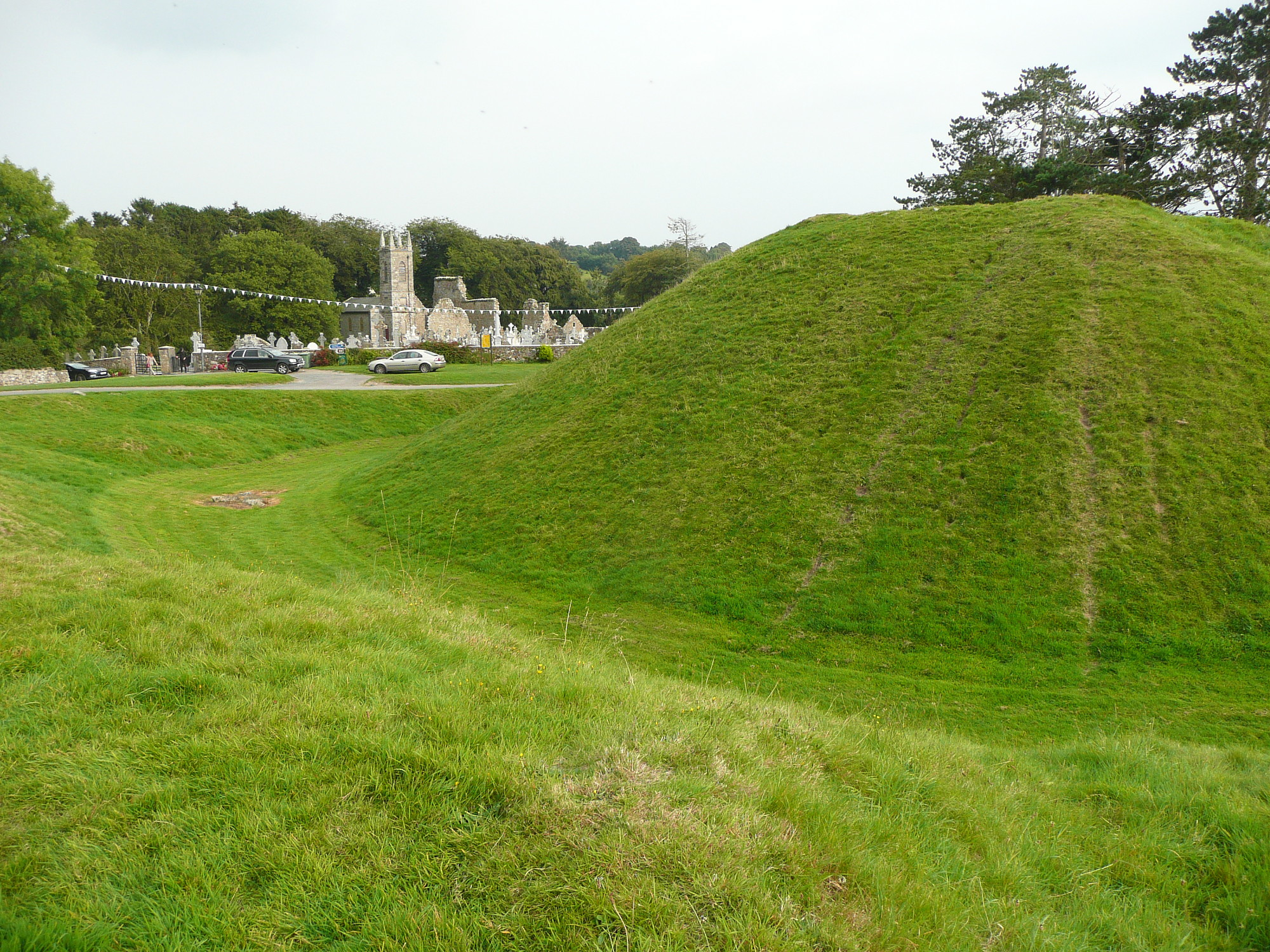
Motte castrale.
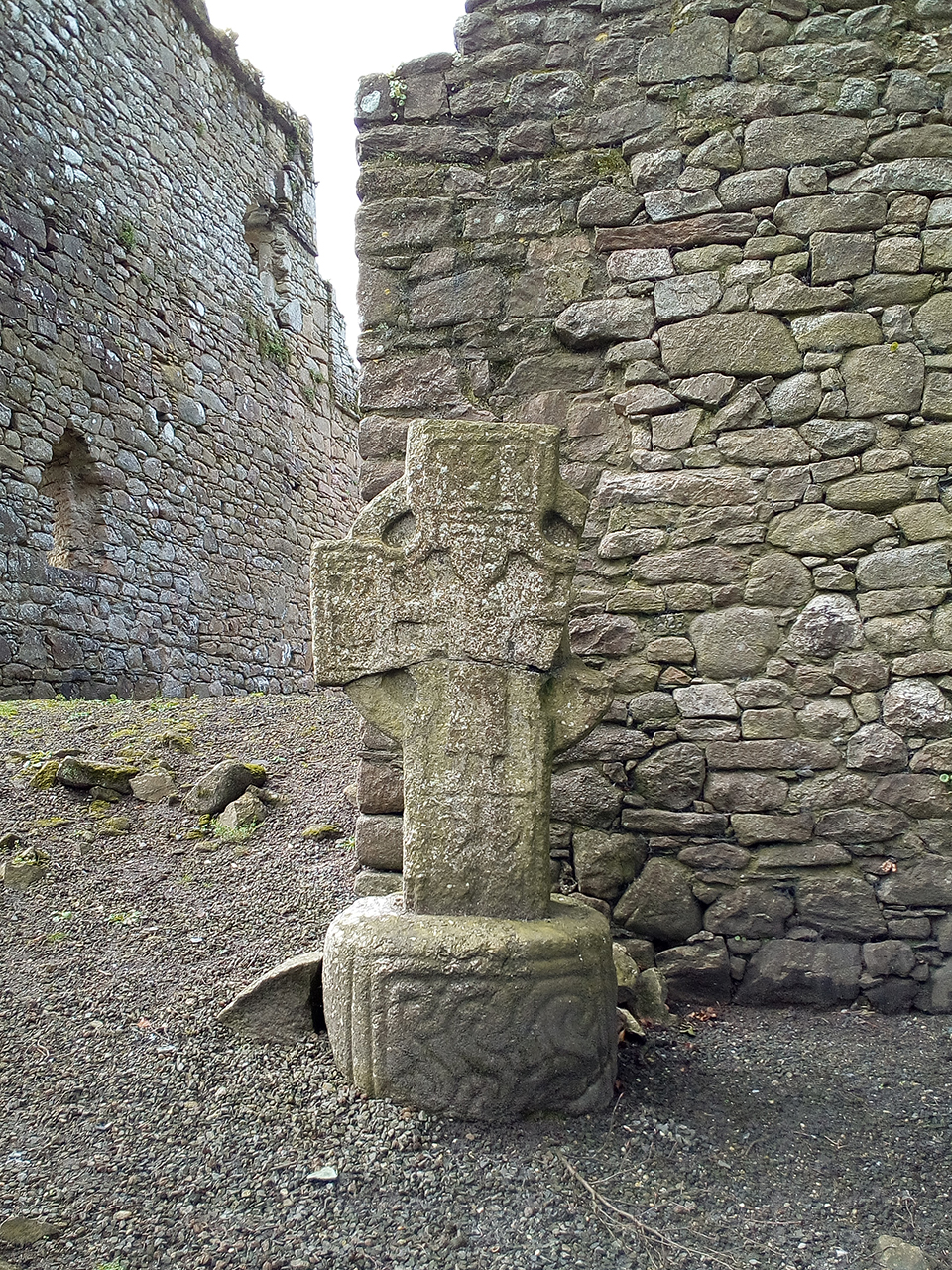
Haute croix.
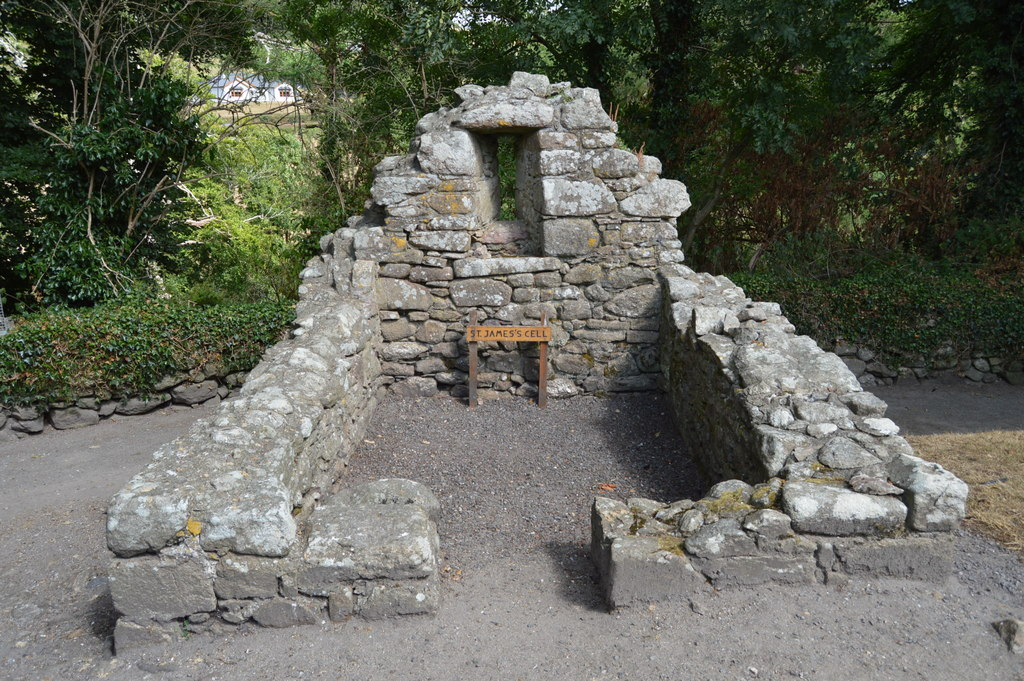
Cellule Saint-Jacques.
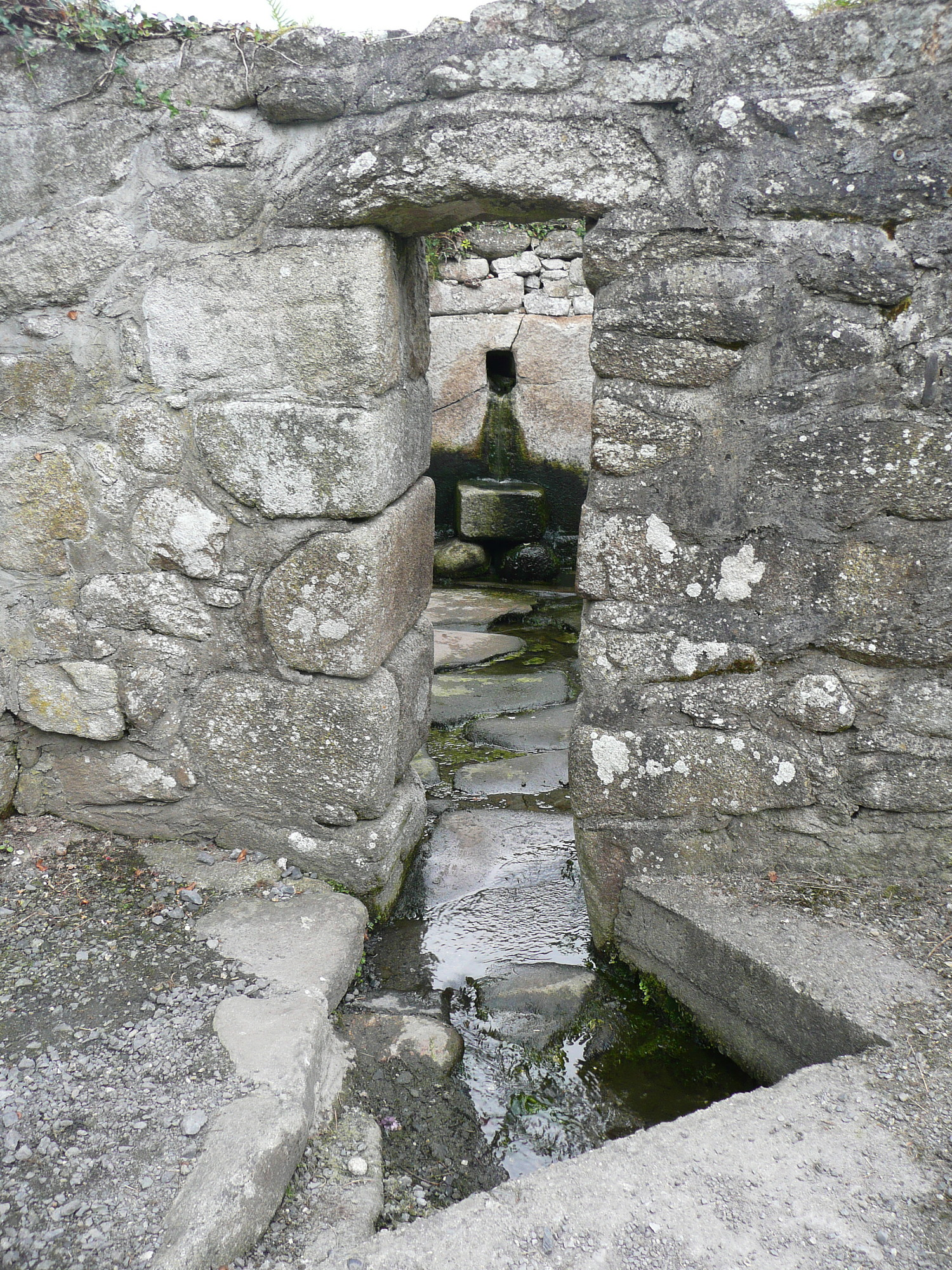
Fontaine.

### Article lié
- Liste des localités de l'État d'Irlande